# Administração por objetivos
A administração por objetivos, ou APO, se trata de um procedimento desenvolvido para aplicação prática do processo de planejar, organizar e controlar. Em sua origem, essa ideia foi desenvolvida por Alfred Sloan na década de 1920, baseando-se em práticas administrativas existentes na companhia DuPont. Com o passar do tempo, a prática foi sendo implementada por algumas empresas e entre elas a General Electric também aproveitou o momento. Foi na GE, em 1954, que Drucker a conheceu e a chamou de administração por objetivos, ele também acrescentou novos componentes enfatizando a definição dos objetivos e a avaliação isolada de cada área específica de desempenho.
A administração por objetivos dá atenção ao propósito dos participantes de uma organização e ao modo de como estes se relacionam com os objetivos da própria empresa. Podemos defini-la como um sistema de administração que visa relacionar as metas organizacionais com o desempenho e o desenvolvimento individual, principalmente, por meio do envolvimento de todos. Percebe-se ainda que a administração por objetivos aborda uma tentativa de alinhar as metas dos funcionários com a estratégia do negócio, otimizando a comunicação e a relação entre gerentes e subordinados. É um processo participativo de planejamento, que promove a descentralização das decisões e a definição das prioridades em geral.

## Características principais
- 1. Estabelecimento conjunto de objetivos entre o executivo e seu superior;
- 2. Estabelecimento conjunto de objetivos para cada departamento ou posição;
- 3. Interligação dos objetivos departamentais;
- 4. Elaboração de planos táticos e operacionais, com ênfase na mensuração e no controle;
- 5. Contínua avaliação, revisão e reciclagem dos planos;
- 6. Participação atuante de chefia;
- 7. Apoio intenso do staff durante os primeiros períodos;
- 8. Motivação dos trabalhadores de sua empresa.